# Красноставська сільська рада (Володимир-Волинський район)
Красноста́вська сільська́ ра́да — колишня адміністративно-територіальна одиниця та орган місцевого самоврядування в Володимир-Волинському районі Волинської області. Адміністративний центр — село Красностав.

## Загальні відомості
- Територія ради: 1,807 км²
- Населення ради: 595 осіб (станом на 2001 рік)
- Територією ради протікає річка Турія

## Населені пункти
Сільській раді підпорядковані населені пункти:
- с. Красностав
- с. Людмильпіль

Кількість населення становить 595 осіб. Кількість дворів (квартир) 208, з них 1 новий (після 1991 р.).
В Красноставській сільській раді працює початкова школа, клуб, бібліотека, фельдшерсько-акушерський пункт, відділення зв'язку, АТС на 51 номер, торговельний заклад.
На території сільської ради доступні такі телеканали: УТ-1, 1+1, Інтер, СТБ, Обласне телебачення. Радіомовлення здійснюють Радіо «Промінь», Радіо «Світязь», Радіо «Луцьк».
Село Красностав газифіковане. Дороги з твердим покриттям в задовільному стані.

## Населення
Згідно з переписом УРСР 1989 року чисельність наявного населення сільської ради становила 1512 осіб, з яких 689 чоловіків та 823 жінки.
За переписом населення України 2001 року в сільській раді мешкали 594 особи.

### Мова
Розподіл населення за рідною мовою за даними перепису 2001 року:
| Мова       | Відсоток |
| ---------- | -------- |
| українська | 99,66 %  |
| російська  | 0,34 %   |

## Адреса сільської ради
44723, Волинська обл., Володимир-Волинський р-н, с. Красностав, вул. Центральна, 16 а

## Склад ради
Рада складається з 12 депутатів та голови.
- Голова ради: Бондарук Жанна Григорівна

### Керівний склад попередніх скликань
| Прізвище, ім'я, по батькові | Основні відомості                                                                       | Дата обрання | Дата звільнення |
| --------------------------- | --------------------------------------------------------------------------------------- | ------------ | --------------- |
| Бондарук Жанна Григорівна   | Сільський голова, 1971 року народження, освіта вища, член Соціалістичної партії України | 26.03.2006   | 31.10.2010      |
| Бондарук Жанна Григорівна   | Сільський голова, 1971 року народження, освіта вища, позапартійна                       | 31.10.2010   | 25.10.2015      |
| Бондарук Жанна Григорівна   | Сільський голова, 1971 року народження, освіта вища, позапартійна                       | 25.10.2015   |                 |

Примітка: таблиця складена за даними сайту Верховної Ради України та ЦВК

### Депутати VII скликання
За результатами місцевих виборів 2015 року депутатами ради стали:

#### За суб'єктами висування
| Суб'єкт висування | Кількість обраних депутатів | %      |
| ----------------- | --------------------------- | ------ |
| Самовисування     | 12                          | 100.00 |

#### За округами
| № округу | Прізвище, ім'я, по батькові      | Ким висунуто  | Дата нар.  | Освіта             | Партійна приналежність | Відомості                                                          |
| -------- | -------------------------------- | ------------- | ---------- | ------------------ | ---------------------- | ------------------------------------------------------------------ |
| 1        | Селещук Наталія Іванівна         | Самовисування | 30.01.1975 | середня спеціальна | безпартійна            | Будинок культури с. Красностав, директор                           |
| 2        | Дума Дмитро Анатолійович         | Самовисування | 11.03.1987 | середня спеціальна | безпартійний           | ПАТ «Володимир-Волинська птахофабрика», електромонтер              |
| 3        | Литвинюк Валентина Володимирівна | Самовисування | 31.05.1971 | середня спеціальна | безпартійна            | Поштове відділення с. Красностав, завідувачка поштового відділення |
| 4        | Доскоч Юлія Василівна            | Самовисування | 03.01.1985 | середня спеціальна | безпартійна            | Красноставська сільська рада, спеціаліст-бухгалтер                 |
| 5        | Шевченко Мирослава Степанівна    | Самовисування | 22.07.1983 | загальна середня   | безпартійна            | с. Красностав, заготівельник молока                                |
| 6        | Вітрук Тамара Павлівна           | Самовисування | 20.10.1957 | середня спеціальна | безпартійна            | безробітна, пенсіонерка                                            |
| 7        | Костюк Ольга Миколаївна          | Самовисування | 09.09.1979 | вища               | безпартійна            | безробітна                                                         |
| 8        | Вітрук Марія Володимирівна       | Самовисування | 21.09.1983 | загальна середня   | безпартійна            | безробітна                                                         |
| 9        | Різник Людмила Михайлівна        | Самовисування | 25.03.1972 | середня спеціальна | безпартійна            | Красноставська сільська рада, секретар сільської ради              |
| 10       | Гнатюк Андрій Миколайович        | Самовисування | 08.05.1973 | середня спеціальна | безпартійний           | ФАП с. Красностав, завідувач ФАП                                   |
| 11       | Шведас Олег Юрійович             | Самовисування | 08.10.1977 | середня спеціальна | безпартійний           | безробітний                                                        |
| 12       | Гудим Валентина Карпівна         | Самовисування | 15.07.1968 | середня спеціальна | безпартійна            | безробітна                                                         |